# Sociálně demokratická strana (Tchaj-wan)
Sociálně demokratická strana (tradiční znaky: 社會民主黨; hanyu pinyin: Shehuì Mínzhǔ dǎng; tchajwansky: Siā-hōe Bîn-chú Tóng; český přepis: She-huì Min-ču-tang; anglicky Social Democratic Party) je Sociální demokracie politická strana působící v Čínské republice. Jejími programovými tématy jsou lidská práva, reforma tchajwanského volebního procesu a kritika výhod poskytnutým stranám s velkými finančními podporovateli, vyhlášení formální nezávislosti de facto nezávislého Tchaj-wanu a progresivismus. Strana vzešla ze Slunečnicové revoluce, což bylo protestní hnutí organizované převážně studenty proti vládnoucímu Kuomintangu. Důvodem demonstrací byla obchodní dohoda (The Cross Strait Service Trade Agreement) usnadňující příliv investic (v sektoru služeb) mezi Tchaj-wanem a ČLR. Demonstranti se obávali, že se Tchaj-wan prostřednictvím těchto dohod stane ekonomicky a politicky více závislým na ČLR a postupně tím ztratí svrchovanost. Netransparentní a urychlené kroky vlády k prosazení dohody byly kritizovány a protestující studenti následně na téměř měsíc obsadili budovu parlamentu (budova Legislativního dvora) za účelem zabránění ratifikace dohody. Oficiálně byla založena v březen roku 2015 jako součástí politického jevu známého jako "třetí síla" (第三 勢力), ve kterém se nové politické strany snaží nabídnout alternativu k tradičnímu uspořádání tchajwanské politiky ovládané zeleným táborem v čele s DPP a modrým táborem vedeném Kuomintangem.
V místních volbách v roce 2018 kandidát Sociálně demokratická strana Miao Po-ya získal místo v městské radě Taipei. Je jednou z prvních otevřeně leseb členek obecního zastupitelstva. 
Předseda strany je v současné době Lu Hung zhi.